# Piaggio P.1HH HammerHead
Il P.1HH HammerHead è un aeromobile a pilotaggio remoto (APR) progettato e prodotto dall'italiana Piaggio Aerospace. Il velivolo è stato progettato per svolgere varie missioni di sorveglianza, ricognizione e attacco.

## Storia del progetto
Il P.1HH è un velivolo a pilotaggio remoto sviluppato partendo dalla fusoliera del Piaggio P180 e le sue caratteristiche fanno sì che l'apparecchio rientri nella categoria MALE (medium altitude, long endurance - media quota, lunga autonomia): raggiunge la quota di 13.700 metri con una permanenza in volo di oltre 16 ore. Come il P.180, il P.1HH è caratterizzato dalle eliche spingenti che gli conferiscono un'impronta sonora particolarmente acuta. Inoltre il P.1HH, grazie a questa "discendenza", riesce a raggiungere velocità particolarmente elevate. La piattaforma del P.180 Avanti II è stata riprogettata con una nuova configurazione aerodinamica, una superiore capacità di carico e maggiore estensione alare. La sezione esterna delle ali è rimovibile per consentire la trasportabilità del velivolo, rendendone così possibile l'impiego in qualunque scenario.
La missione è gestita da una stazione di terra collegata attraverso sistemi di controllo, tra cui sistemi satellitari, che consentono il controllo remoto dei sistemi di navigazione e di missione .
La Piaggio Aerospace costruirà il P.1HH in partnership con Selex ES. La società di Finmeccanica fornirà i sistemi di controllo del volo e navigazione a pilotaggio remoto e di missione skyISTAR nel quale sono integrati il radar SeaSpray 7300E R, l'interfaccia di comunicazione e data link.
È in fase di sviluppo il P.2HH come derivato dal P.1HH, con maggiore apertura alare e permanenza in volo.

## Impiego operativo
Il velivolo è pensato per svolgere missioni di pattugliamento, missioni ISR (Intelligence Surveillance Reconnaissance), e per rispondere alle diverse minacce che spaziano dagli attacchi terroristici all'immigrazione illegale, alla protezione delle zone economiche esclusive e siti critici. Le apparecchiature montate sull'apparecchio lo rendono idoneo per la sorveglianza dei confini e di ampi spazi, ma anche per l'individuazione di specifici obiettivi, per il monitoraggio di zone disastrate e il monitoraggio ambientale.
Il primo mockup del P.1HH fu presentato all'esposizione Idex di Abu Dhabi del 2013. Nello stesso anno fu esposto anche al Paris Air Show.
Il 14 novembre del 2013 presso l'Aeroporto Militare "Livio Bassi" di Trapani il drone ha compiuto una prova di 12 minuti al largo delle coste siciliane, in cui sono state testate tutte le apparecchiature.
Nel 2015 l'Aeronautica Militare ha acquistato 3 sistemi P.1HH, con l'opzione per altri 3 apparecchi per il 2016. Con quest'acquisizione la forza armata italiana diverrà il cliente di lancio dell'UAV.
Nel 2016 l'Aeronautica Militare degli Emirati Arabi Uniti ha annunciato l'acquisto di 8 sistemi P.1HH.

## Incidenti
Il 19 marzo 2015 durante delle prove di rullaggio presso l'aeroporto di Trapani il Piaggio P.1HH è uscito fuori pista con danni lievi. La pista è stata riaperta 4 ore dopo l'incidente.
Il 31 maggio 2016 l'unico prototipo operativo regolarmente certificato decollato dell'Aeroporto di Trapani precipitò in mare 5 miglia a nord dell'isola di Levanzo.
Secondo un'inchiesta giornalistica della trasmissione Report di Rai 3, andata in onda il 30 novembre 2020, il prototipo fu fatto precipitare volontariamente poche ore dopo che un secondo prototipo era stato spedito negli Emirati Arabi.

## Utilizzatori
Italia
- Aeronautica Militare - Contratto iniziale per 3 apparecchi e i relativi sistemi di supporto, opzione per l'acquisizione di ulteriori 3 velivoli, con consegna prevista per il 2016.[18]

 Emirati Arabi Uniti
- Al-Quwwāt al-Jawiyya al-Imārātiyya - 8 esemplari ordinati.[14][19]

## Galleria d'immagini

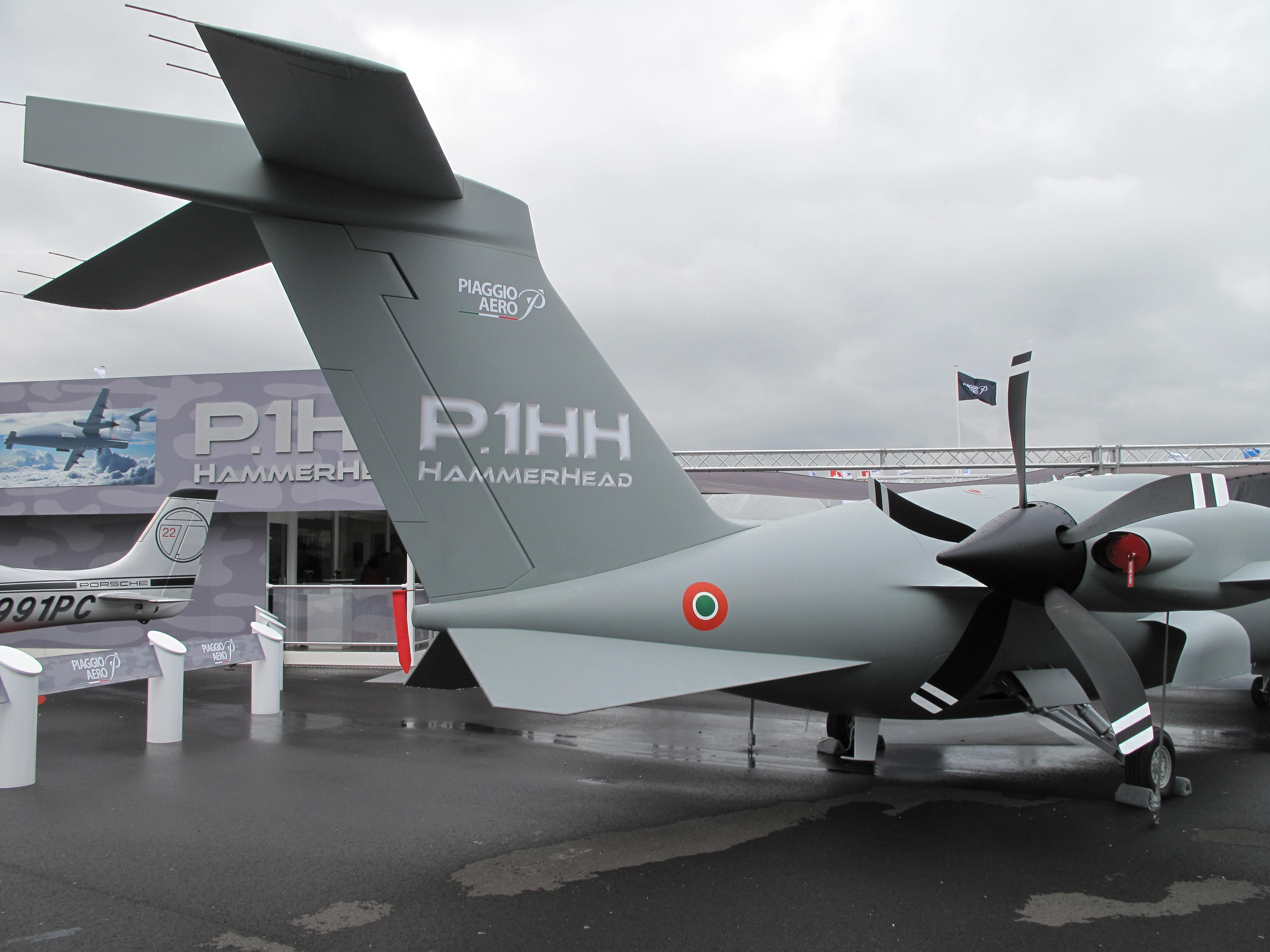
Particolare della parte posteriore del P.1HH.
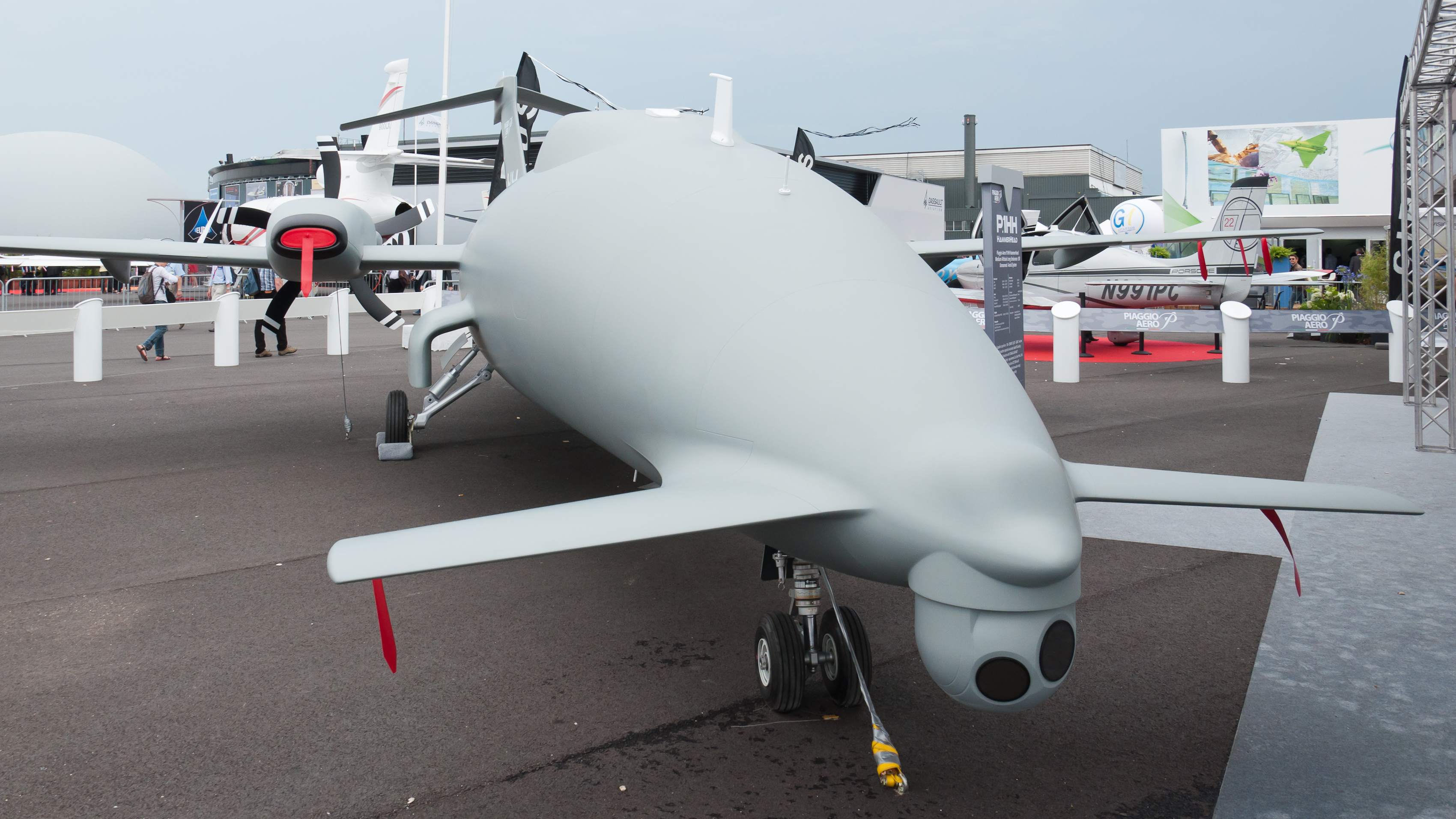
Particolare della parte anteriore del P.1HH.
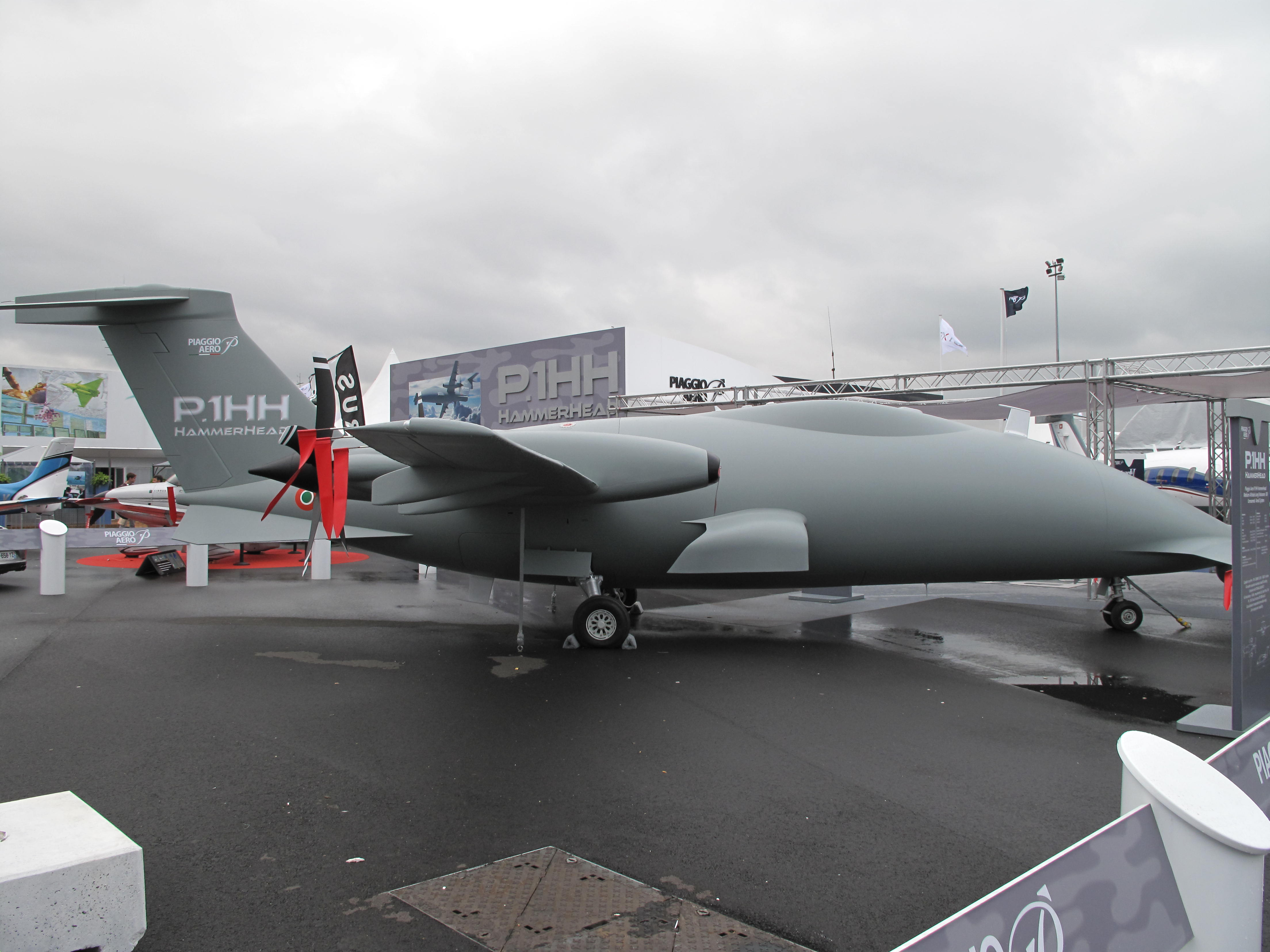
Particolare della fiancata del velivolo; nella gobba sulla parte superiore della fusoliera si trovano alcune delle apparecchiature di cui è dotato l'APR.